# Edwin Hedley

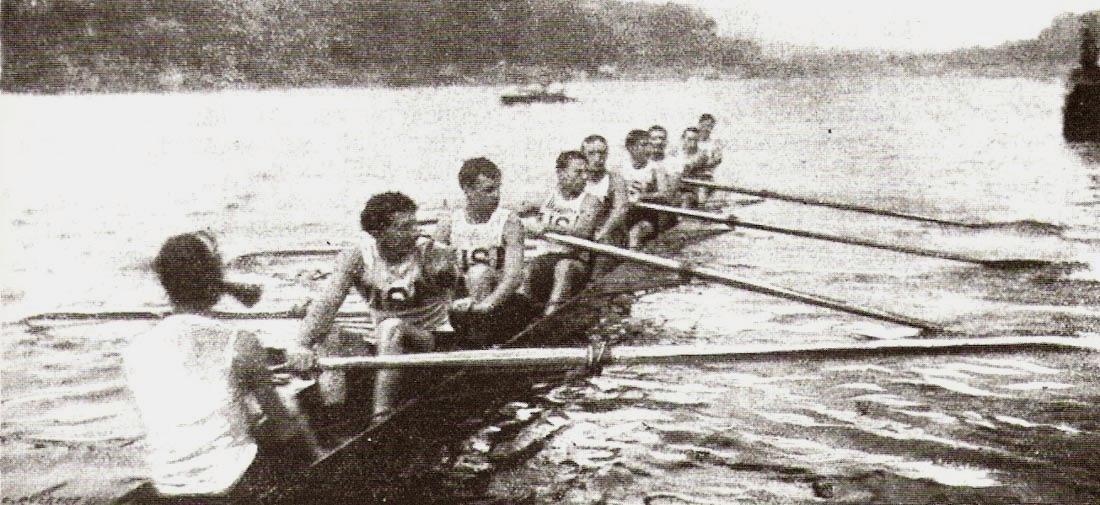
Die Olympiasieger aus Philadelphia 1900

Edwin „Ed“ P. Hedley (* 23. Juli 1864 in Philadelphia; † 22. Mai 1947 ebenda) war ein amerikanischer Ruderer. Edwin Hedley ruderte für den Vesper Boat Club. 
Edwin Hedley gewann 1892 die kanadischen Meisterschaften im Einer und war auch in den Vereinigten Staaten als Einer-Ruderer erfolgreich. Er gewann mehrere Titel bei US-Meisterschaften, zuletzt 1902 im Zweier ohne Steuermann. 
Als bei den Olympischen Spielen 1900 in Paris erstmals olympische Ruderwettbewerbe ausgetragen wurden, war der Achter des Vesper Boat Club das einzige amerikanische Boot am Start. William Carr, Harry DeBaecke, John Exley, John Geiger, Edwin Hedley, James Juvenal, Roscoe Lockwood, Edward Marsh und Steuermann Louis Abell siegten mit sechs Sekunden Vorsprung auf den belgischen Achter. Hedley war zum Zeitpunkt seines Olympiasieges bereits 36 Jahre alt.